# Доленє Каменє-при-Добрничу
Доленє Каменє-при-Добрничу (словен. Dolenje Kamenje pri Dobrniču) — поселення в общині Требнє, регіон Південно-Східна Словенія, Словенія.